# Ulica Knjaz Aleksandyr I Batenberg
Ulica Knjaz Aleksandyr I Batenberg (ulica Księca Aleksandra I Battenberga) – deptak w Płowdiwie nazwany na cześć Aleksandra I Battenberga. Rozciąga się między placem Dżumaja a placem Centralen.
Przy ulicy znajdują się neobarokowe fasady z początku XX wieku z lokalami usługowymi w przyziemiu. Przy ulicy znajdują się także galeria sztuki i plac z fontanną.